# بافول بيروش
بافول بيروش ، من مواليد 1 ابريل 1953، لاعب كرة قدم تشيكوسلوفاكي سابق.
لعب مع منتخب تشيكوسلوفاكيا لكرة القدم.

## روابط خارجية
- بافول بيروش على موقع الاتحاد التشيكي (الإنجليزية)
- بافول بيروش على موقع قاعدة بيانات كرة القدم.إي يو (الإنجليزية)
- بافول بيروش على موقع ناشيونال فوتبول تيمز (الإنجليزية)
- بافول بيروش على موقع عالم كرة القدم.نت (الإنجليزية)